# Vashosszúfalu
Vashosszúfalu è un comune dell'Ungheria di 452 abitanti (dati 2001). È situato nella contea di Vas.